# Marc Lobet
Pour les articles homonymes, voir Lobet.
Marc Lobet, né à Bruxelles en 1939, est un réalisateur belge.
Il est le fils de l'écrivain Marcel Lobet.

## Biographie
Diplômé de l'École nationale supérieure des arts visuels de la Cambre (Bruxelles) où il a coréalisé avec Jean-Marie Buchet Masques. Il devient lui-même un pédagogue chargé de cours de réalisation à l'IAD. Mandaté pour diriger une maison de production (Les Films de l'Orbais), Marc Lobet réalise  des émissions de variétés pour la télévision, des reportages, des films institutionnels ou documentaires sur commande.
Il a reçu le prix Sander Pierron pour son récit Le Naufrage de l'hippocampe.

## Filmographie partielle
- 1960 : Masques, 9 min (coréalisé avec Jean-Marie Buchet, musique de Fernand Schirren)
- 1969 : A trip with Tomahawk Blues Band, 55 min
- 1973 : Je voudrais faire le tour du monde, 10 min
- 1974 : Start, 5 min
- 1975 : En attendant, je vous embrasse, 10 min
- 1977 : Histoires naturelles, 8 min
- 1979 : Prune des bois, 80 min, avec Christian Marin
- 1982 : Meurtres à domicile, 90 min, avec Anny Duperey, Charles Berling et Bernard Giraudeau
- 1991 : Autogramme, 9 min
- 1995 : Bruegel est japonais, 15 min
- 1995 : Made in Belgium, 110 min (coréalisé avec Paul Geens).
- 1998 : Un peu de sérieux que diable !, 4 min 30 s
- 1999 : Avec ma vive et profonde tendresse, 4 min 30 s (collection : En toutes lettres)
- 1999 : C'est moi que je peins, 4 min 30 s